# Базуг
Базуг (фр. Bazugues) насеље је и општина у јужној Француској у региону Миди Пирене, у департману Жерс која припада префектури Миранд.
По подацима из 2011. године у општини је живело 71 становника, а густина насељености је износила 13,25 становника/km². Општина се простире на површини од 5,36 km². Налази се на средњој надморској висини од 170 метара (максималној 301 m, а минималној 195 m).

## Демографија
| 1962. | 1968. | 1975. | 1982. | 1990. | 1999. | 2011. |
| ----- | ----- | ----- | ----- | ----- | ----- | ----- |
| 67    | 68    | 57    | 56    | 67    | 55    | 71    |

График промене броја становника у току последњих година